# Darrel Frost
Darrel Richmond Frost (1951 –)  amerikai herpetológus és rendszertantudós. Korábban az American Museum of Natural History (Amerikai Természetrajzi Múzeum) kurátora volt, emellett igazgatója volt a Society for the Study of Amphibians and Reptiles társaságnak (1998) és az American Society of Ichthyologists and Herpetologists társaságnak (2006). Három taxont is elneveztek tiszteletére: a varangyfélék osztályába tartozó Frostius nemet, ezen belül a Frostius pernambucensis fajt, a Dendropsophus frosti fajt és egy gyíkfajt, az Abronia frostit. Zoológiai szakmunkákban nevének rövidítése: „Frost”.

## Élete
Frost már gyerekkorában érdeklődött az állatok iránt. Az Arizonai Egyetemen szerzett BSc diplomát biológiából 1973-ban, a Louisianai Állami Egyetemen mesterképzésen vett részt 1978-ban zoológiából, majd a Kansasi Egyetemen szerezte meg 1988-ban a Ph.D.-t ökológiából és rendszertanból. 2000-ben a Columbia Egyetem adjunktusa lett.
1990-ben kinevezték az Amerikai Természetrajzi Múzeum herpetológiai osztályának segédkurátorává, majd 1995-ben társkurátorrá léptették elő. Később ő lett a herpetológiai osztály főkurátora.

## Munkája
Frost és csoportja 1980-ban fogott hozzá a kétéltűeket osztályozó katalógus, az Amphibian Species of the World összeállításához. Frost erről a későbbiekben így emlékezett: „amikor 1980-ban hozzáfogtam a kétéltűek katalógusához, már száz éve senki nem foglalkozott ezzel a témával. Így hatalmas munkát kellett végeznünk, hogy utolérjük magunkat, mivel időközben a kétéltűek száma gyakorlatilag megnégyszereződött”. Az első kiadás 1985-ben jelent meg nyomtatásban. 1990-től kezdve Frosték teljesen átdolgozták a katalógust, és megjelentették az Amerikai Természetrajzi Múzeum weboldalán. A katalógus 1985-ös változata 4014 fajt tartalmazott. A lista 2014-re több mint 7200 fajra bővült, és szinte naponta frissül.
Az Amphibian Species of the World  katalógust a „kétéltűekkel foglalkozó biológia történetének legjelentősebb munkájának” tartják." Frost 2013-ban megkapta a Sabin-díjat a kétéltűek természetvédelméért, ezzel ismerve el a katalóguson végzett munkáját. A 2014-es adatok szerint a weboldalt több mint egymillióan látogatják meg évente.
Frost volt a vezető szerzője annak a 2006-os tanulmánynak, amely javaslatot tett a kétéltűek családfájának taxonómiai módosítására 522 faj filogenetikai vizsgálata alapján, mely napjainkig egy gerincescsoporton végzett legátfogóbb filogenetikai vizsgálat volt. Frost számos országban, Guatemalában, Etiópiában, Mexikóban, Peruban, Namíbiában, Dél-Afrikában és Vietnámban végzett kutatásokat, és számos új fajt írt le.